# Bisutun-inskriptionerne
Bisutun-inskriptionerne, også Bīsutūn, Behistūn eller Bistun, er en 15 m høj og 25 m bred tekst og billede ristet ind i klippevæggen. Indskriften fortæller om kong Dareios 1. erobringer. De legemstore afbildninger viser Dareios og oprørere, som han har besejret, og over dem svæver Ahuramazda.
Teksten er i kileskrift på tre sprog: oldpersisk, elamitisk og akkadisk. Den oldpersiske tekst indeholder 471 linjer i fem spalter. Indskriften har været nøgle til Henry C. Rawlinsons tydning af oldpersisk på samme måde som "Rosettestenen" hjalp til franskmændenes tydning af hieroglyfferne. 
Bisutun-inskriptionerne befinder sig i nærheden af byen Bisutun, ca. 42 km fra Kirmānšāh i det vestlige Iran (Kurdistān).
Navnet Behistūn, nypersisk Bīsutūn kommer sandsynligvis af et oldpersisk *Bagastāna "gudernes bolig" (jf. græsk Bagistanon).